# Monthly Shōnen Sunday
Le Monthly Shōnen Sunday (月刊少年サンデー, Gekkan Shōnen Sandē), aussi connu sous le nom de Get the Sun (ゲッサン, Gessan), est un magazine de prépublication de mangas mensuel de type shōnen édité par Shōgakukan et publié à partir de mai 2009. Les nouveaux numéros sortent tous les 12 du mois.